# Syndicat national des douaniers de la surveillance
Ne doit pas être confondu avec SNDS.
Le Syndicat national des douaniers de la surveillance est un ancien syndicat français créé le 15 février 2009, affilié à la FGAF depuis le 15 octobre 2009. Il prend sa source dans le mouvement de mécontentement survenu en 2002 pour obtenir la reconnaissance des risques courus par les douaniers de la surveillance dans l'accomplissement au quotidien de leurs missions.
Son secrétaire général était Stéphane Deverchin, puis Pierre Malbosc
Fin 2012, le SNDS n'avait plus d'existence autonome.